# Église en bois de Brestovac
L'église en bois de Brestovac (en serbe cyrillique : Црква брвнара у Брестовцу ; en serbe latin : Crkva brvnara u Brestovcu) est une église orthodoxe serbe serbe située à Brestovac, dans la municipalité de Negotin et dans le district de Bor en Serbie. Elle est inscrite sur la liste des monuments culturels protégés de la république de Serbie (identifiant no SK 314).